# 김인손
김인손(1479년 ~ 1552년)은 조선 중기의 문신이다. 본관은 경주, 자는 정서이다.

## 생애
1501년에 생원이 되었고, 1509년에 별시문과에 병과로 급제하였다. 이후 승문원정자, 전적, 예조좌랑, 병조좌랑, 형조좌랑을 한 뒤에 1515년에 정언이 되었고 의금부도사, 사헌부지평을 거쳐서 1516년에 내섬시직장, 사헌부지평, 1518년에 사간원헌납을 했다. 그 뒤 대동찰방을 거쳐 갑산부사로 외직에 나갔다가 사헌부장령이 되었고 1521년에 사간원사간, 1522년에 사헌부집의, 1523년에 의정부사인을 했으며 다시 사간원정언을 하다가 1524년에 다시 집의가 되었다. 이후 종사관을 한 뒤에 1526년에 내섬시정을 거쳐서 1527년에 사간원대사간으로 제수되어서 당상관에 올랐다. 1530년에 다시 대사간이 된 뒤 동부승지를 거쳐서 호조참의가 되었고 관압사로 명나라에 다녀왔다. 1531년에 형조참의를 하다가 경상도관찰사로 외직에 나갔으나 유배 중인 이종익의 상소문을 전달한 것이 화근이 되어서 파직당했다. 1534년에 형조판서로 정경의 반열에 올랐고 1535년에는 예조판서, 우참찬에 제수된 뒤 다시 예조판서를 거쳐 병조판서가 되었다. 이후 다시 의정부우참찬을 거쳐서 1536년에 형조판서, 병조판서, 의정부좌참찬, 1537년에 형조판서, 병조판서, 공조판서, 의정부우참찬, 예조판서 등을 했고 이 때 윤임과 함께 김안로를 축출하는 일에 앞장섰다. 이후 평안도관찰사로 외직에 나갔다. 1540년에 한성부판윤에 제수되었고 1541년에 지돈녕부사가 되었다. 명종 때인 1546년에 특진관이 되었고 1547년에 경기도관찰사로 외직에 나갔는데 이 때 황정을 바로잡아 백성들의 칭송이 높았다. 1548년에 다시 지돈녕부사를 거쳐서 1549년에 다시 형조판서에 제수되었다. 1550년에 지중추부사가 되었고 1552년에 별세하였다.

## 평가
권신인 김안로와 가까워 주위의 빈축을 사기도 하였으나 성품이 엄격하고 재직시 법을 지켜 공정히 처리하였다.